# Horst Kemmling
Pas d'image ? Cliquez ici

a Compétitions nationales et continentales officielles uniquement.

b Matchs officiels uniquement.
Dernière mise à jour le 2 mars 2023.
Horst Kemmling est un joueur international allemand de rugby à XV.

## Biographie
Horst Kemmling évolue pour le club du TSV Victoria Linden durant sa carrière. Il remporte cinq championnats d'Allemagne avec son équipe.
Horst Kemmling a joué pour l'équipe d'Allemagne de rugby à XV, il joue notamment deux fois contre l'équipe de France XV, au poste de centre, dans la première division du trophée européen FIRA en 1982 et 1983,. Il est également capitaine de cette sélection pendant une longue période et notamment lors de la promotion, pour la première fois de son histoire, en première division du trophée européen FIRA de l'équipe d'Allemagne après une victoire contre la Tunisie en 1981,. Il devient le recordman de matchs joués en équipe d'Allemagne avec 50 sélections obtenues entre 1976 et 1994, avant qu'Alexander Widiker ne le surpasse en 2012 après une rencontre contre l'Ukraine.
Après sa carrière de rugbyman, il devient président de son club du TSV Victoria Linden.